# Robert Clift
Robert John Clift (* 1. August 1962 in Newport, Wales) ist ein ehemaliger britischer Hockeyspieler, der mit der Britischen Nationalmannschaft 1988 Olympiasieger war. Mit der Englischen Nationalmannschaft war er Weltmeisterschaftszweiter 1986 und Europameisterschaftszweiter 1987.

## Sportliche Karriere
Robert Clift trat in 52 Länderspielen für die Britische Nationalmannschaft an. Außerdem bestritt der Mittelfeldspieler 75 Länderspiele für die Englische Nationalmannschaft.
1986 erreichten die Engländer bei der Weltmeisterschaft in London das Finale durch einen Sieg über die deutsche Mannschaft mit 3:2 nach Verlängerung. Im Finale unterlagen sie dann den Australiern mit 1:2. Ebenfalls Silber gewannen die Engländer bei der Europameisterschaft 1987 in Moskau, als sie das Finale gegen die Niederländer erst im Siebenmeterschießen verloren. Bei den Olympischen Spielen 1988 in Seoul belegten die Briten in der Vorrunde den zweiten Platz hinter den Deutschen. Mit einem 3:2-Halbfinalsieg gegen die Australier erreichten die Briten das Finale und gewannen Gold mit einem 3:1-Finalsieg über die Deutschen. Clift war in allen sieben Spielen dabei.
Zwei Jahre später belegten die Engländer bei der Weltmeisterschaft in Lahore nur den vierten Platz in der Vorrunde, in den Platzierungsspielen erreichten sie mit zwei Siegen noch den fünften Platz. 1992 in Barcelona nahm Clift noch einmal an Olympischen Spielen teil. Die Briten belegten in der Vorrunde den dritten Platz hinter den Australiern und den Deutschen. In der Platzierungsrunde erreichten sie den sechsten Platz. Clift wirkte erneut in allen sieben Spielen mit.
Robert Clift besuchte die University of Nottingham. Im Verein spielte er beim Southgate HC und beim East Grinstead HC. Er arbeitete bei einer Bank.